# Shaun Vandiver
Pour les articles homonymes, voir Vandiver.
Shaun Vandiver, né le 15 juin 1968 à Chicago dans l'Illinois, est un ancien joueur américain de basket-ball. Il évolue aux postes d'ailier fort et de pivot.